# Gashoho
Gashoho är en kommun i Burundi. Den ligger i provinsen Muyinga, i den norra delen av landet, 110 kilometer nordost om Burundis största stad Bujumbura.